# 卡斯提爾的碧翠絲 (1293-1359)
卡斯提爾的碧翠絲（西班牙語：Beatriz de Castilla，1293年3月8日—1359年10月25日），葡萄牙王后，卡斯提爾國王桑喬四世的女兒。

## 家庭
1309年，碧翠絲與葡萄牙國王迪尼什一世的獨子、未來的阿方索四世結婚，兩人共有1子2女：
1. 瑪麗亞（1313年—1357年）
2. 佩德羅（1320年—1367年）
3. 萊昂諾爾（英语：Eleanor of Portugal, Queen of Aragon）（1328年—1348年）